# Lockwood és Tsa.
A Lockwood és Tsa. (eredeti cím: Lockwood & Co.) 2023-as  brit krimisorozat, amelyet Joe Cornish alkotott  Jonathan Stroud A sikító lépcső esete (The Screaming Staircase) és a The Whispering Skull című regényei alapján. A főbb szerepekben Ruby Stokes, Cameron Chapman és Ali Hadji-Heshmati látható.
2023. január 27-én debütált a sorozat Netflixen.
2023 májusában egy évad után törölték.

## Cselekmény
A mai Nagy-Britannia egy alternatív világában az elmúlt 50 évben nap mint nap rengeteg kísértet támadt fel a sírjából, akinek az érintése halálos. A "Probléma" néven ismert jelenség miatt a technológiai fejlődés megállt. Például nincs internet, és az emberek még mindig kazettás magnót használnak. A felnőttek nem látják és nem hallják a szellemeket, de a gyerekek igen, ezért a tinédzserek hivatalos szellemvadász ügynökségekbe szerveződtek, hogy felderítsék és eltüntessék a fenyegetéseket. Lucy Carlyle, egy pszichésen tehetséges tinédzser megszökött otthonról, és Londonba jött, abban a reményben, hogy el tud helyezkedni egy ügynökségnél. Miután sok helyen elutasították, sikerrel jelentkezik a Lockwood  és Tsa. céghez, amit két fiatal fiú vezet egy régi városi házban.

## Szereplők

### Főszereplők
| Szereplő         | Színész            | Magyar hang        | Leírás |
| ---------------- | ------------------ | ------------------ | --- |
| Lucy Carlyle     | Ruby Stokes        | Mikita Dorka Júlia | Hallja a természetfeletti hangokat. Az anyja nyomására kísértetvadászatra kényszerült, és igazságtalanul őt tették bűnbakká egy tragédia miatt, amelyben négy kollégája vesztette életét, és ez kényszerítette arra, hogy elhagyja északi szülővárosát.                                                   |
| Anthony Lockwood | Cameron Chapman    | Czető Roland       | A Lockwood és Tsa. tulajdonosa. London legújabb pszichikai nyomozóirodája, amely az egyetlen, ahol nincsenek felnőtt felügyelők. Árván és szinte egyedül a világban, ő a tulajdonosa a Lockwood család rezidenciájának, amely most az ügynökség főhadiszállásaként és három tagjának otthonaként szolgál. |
| George Karim     | Ali Hadji-Heshmati | Czető Ádám         | Lockwood barátja és az ügynökség kutatási vezetője. A félénk, de rendkívül intelligens férfit kirúgták a tekintélyes Fittes ügynökségtől, mert túl sok kérdést tett fel. Kiváló szakács, és a Portland Row nem hivatalos főszakácsa.                                                                      |

### Mellékszereplők
| Szereplő                 | Színész              | Magyar hang          | Leírás |
| ------------------------ | -------------------- | -------------------- | --- |
| Montagu Barnes felügyelő | Ivanno Jeremiah      | Varga Rókus          | A DEPRAC, a Pszichikai Kutatási és Ellenőrzési Osztály tisztviselője, amely szabályozza az ügynökségek munkáját és reagál a paranormális eseményekre. |
| Quill Kipps              | Jack Bandeira        | Szabó Andor          | A Fittes cég legfőbb ügynöke, akit a legveszélyesebb ügyek megoldásával bíztak meg, és Lockwood régi riválisa.                                        |
| Kat Godwin               | Rhianna Dorris       |                      | Kipps elit csapatának tagja és gyakorlatilag a parancsnokhelyettese.                                                                                  |
| Bobby Vernon             | Paddy Holland        | Pál Dániel Máté      | Kipps csapatának fiatal kutatója. |
| Wade őrmester            | Bronwyn James        | Bajor Lili           | Barnes keményvonalas helyettese a DEPRAC-nál. |
| Pamela Joplin            | Louise Brealey       | Csere Ágnes          | A Sweet Dreams Excavations kutatója, akinek a feladata a potenciálisan kísértetjárta sírhelyek azonosítása.                                           |
| Norrie White             | Lily Newmark         | Laudon Andrea        | Lucy legjobb barátja és kollégája az első ügynökségénél, aki a tragédia után kómában van.                                                             |
| Jacobs                   | Andrew Woodall       | Koncz István         | Lucy első ügynökségének, a Jacobs & Tsa. alkoholista tulajdonosa.                                                                                     |
| Mrs. Carlyle             | Sandra Huggett       | Náray Erika          | Lucy közömbös anyja. |
| Annabel Ward             | Ishtar Currie-Wilson | Kelemen Kata         | Brit színésznő, aki az 1980-as években tűnt el. |
| Mrs. Hope                | Sharon Morgan        | Bókai Mária          | A ház tulajdonosa, amit Lucy és Lockwood felgyújtott.                                                                                                 |
| Sir John Fairfax         | Nigel Planer         | Hirtling István      | Iparmágnás, aki milliókat keresett a szellemek elűzésére szolgáló vas iránti globális keresleten.                                                     |
| Ellie                    | Lily Nichol          | Sági Tímea           | Fairfax asszisztense, egy volt ügynök. |
| Penelope Fittes          | Morven Christie      | Ligeti Kovács Judit  | A Fittes ügynökség rejtélyes vezetője és a brit szellemvadászat nyilvános arca.                                                                       |
| Sebastian Saunders       | Jeff Rawle           | Bácskai János        | Joplin üzlettársa a Sweet Dreams Excavations-ban. |
| Koponya                  | Michael Clarke       | Németh Attila István | A szellem egy biztonságos üvegben van, amit George ellopott Fittes-től, és most a Portland Row-ban tartják.                                           |
| Marissa Fitties          | Amanda Abbington     | Mezei Kitty          | A Fittes ügynökség néhai alapítója és Nagy-Britannia leghíresebb szellemvadásza. Penelope anyja.                                                      |
| Adelaide Winkman         | Alice Lowe           | Mezei Kitty          | Julius felesége és bűntársa. |
| Flo Bones                | Hayley Konadu        | Csuha Borbála        | Lockwood barátja, aki kísérteties ereklyék vagy "források" eladásából él.                                                                             |
| Julius Winkman           | Ben Crompton         | Megyeri János        | Erőszakos és törvénytelen "ereklye-ember", aki régiségkereskedőnek álcázza magát.                                                                     |
| Aranypenge               | Luke Treadaway       | Pásztor Tibor        | Veszélyes ellenfél egy aranypengéjű karddal, akinek hűsége és indítékai tisztázatlanok.                                                               |
| Cutter                   | Paul Thornley        | Juhász Zoltán        | Beépített DEPRAC tiszt, aki beszivárgott a Winkman-ügyletbe.                                                                                          |

### Magyar változat
A szinkront a Iyuno Hungary készítette.
- Magyar szöveg: Vajnági Márta
- Vágó: Kránitz Bence
- Hangmérnök: Bogdán Gergő
- Gyártásvezető: Rába Ildikó
- Szinkronrendező: Dobay Brigitta
- Produkciós vezető: Felföldi Anna

## Epizódok
| #  | Eredeti cím          | Magyar cím           | Rendezte           | Írta                        | Eredeti premier  | Magyar premier   |
| -- | -------------------- | -------------------- | ------------------ | --------------------------- | ---------------- | ---------------- |
| 1. | This Will Be Us      | Ilyenek leszünk      | Joe Cornish        | Joe Cornish                 | 2023. január 27. | 2023. január 27. |
| 2. | Let Go of Me         | Engedj el!           | William McGregor   | Joy Wilkinson és Kara Smith | 2023. január 27. | 2023. január 27. |
| 3. | Doubt Thou the Stars | Doubt Thou the Stars | William McGregor   | Ed Hime                     | 2023. január 27. | 2023. január 27. |
| 4. | Sweet Dreams         | Édes álmok           | William McGregor   | Ed Hime                     | 2023. január 27. | 2023. január 27. |
| 5. | Death Is Coming      | Közeleg a halál      | Catherine Morshead | Joy Wilkinson               | 2023. január 27. | 2023. január 27. |
| 6. | You Never Asked      | Sosem kérdezted      | Catherine Morshead | Joy Wilkinson               | 2023. január 27. | 2023. január 27. |
| 7. | Mesmerised           | Elvarázsolva         | Catherine Morshead | Ed Hime                     | 2023. január 27. | 2023. január 27. |
| 8. | Not the Eternal      | Nem az örökkévaló    | Joe Cornish        | Joe Cornish                 | 2023. január 27. | 2023. január 27. |

## A sorozat készítése
2017-ben jelentették be, hogy Nira Park és Rachael Prior a Big Talk Productionsnél opciós jogot szerzett Jonathan Stroud könyvsorozatának jogaira. 2019-ben elhagyták a Big Talkot, hogy megalapítsák a Complete Fiction Pictures-t, és az új zászló alatt gyártották a sorozatot. 2020. május 19-én bejelentették, hogy a Complete Fiction a Netflixszel együttműködve fejleszti a sorozatot. 2020 decemberében a Netflix hivatalosan is nyolc epizódos sorozatrendelést adott a sorozatnak.

### Forgatás
A forgatás 2021. július 5-én kezdődött Londonban, és 2022. március 15-én fejeződött be.